# Marina Bellezza
Marina Bellezza è il secondo romanzo di Silvia Avallone. L'opera narra delle vicende di due giovani che vivono nel Biellese, tra l'estate del 2012 e la primavera del 2013.

## Storia editoriale
Il libro è risultato 8° nella classifica dei best seller in Italia tra il 22 settembre e il 28 settembre 2013, ancora 8° tra il 29 settembre e il 5 ottobre e 10° tra il 6 e il 12 ottobre.

## Trama
Il romanzo racconta la storia d'amore tra Marina Bellezza e Andrea Caucino, due giovani della Valle Cervo. Andrea è figlio dell'ex-sindaco di Biella; è da anni in rotta con la famiglia e vive modestamente con un lavoro da bibliotecario part-time, progettando di rilevare una vecchia cascina sulle Alpi biellesi e di diventare allevatore e produttore di formaggi. Marina invece, di qualche anno più giovane di lui, ha una madre alcolista e un padre assente e dedito al gioco d'azzardo. Per sfuggire ad una vita decisamente difficile la ragazza utilizza la propria bellezza e le sue notevoli doti di cantante e di ballerina per emergere nel mondo dello spettacolo.

## Ambientazione

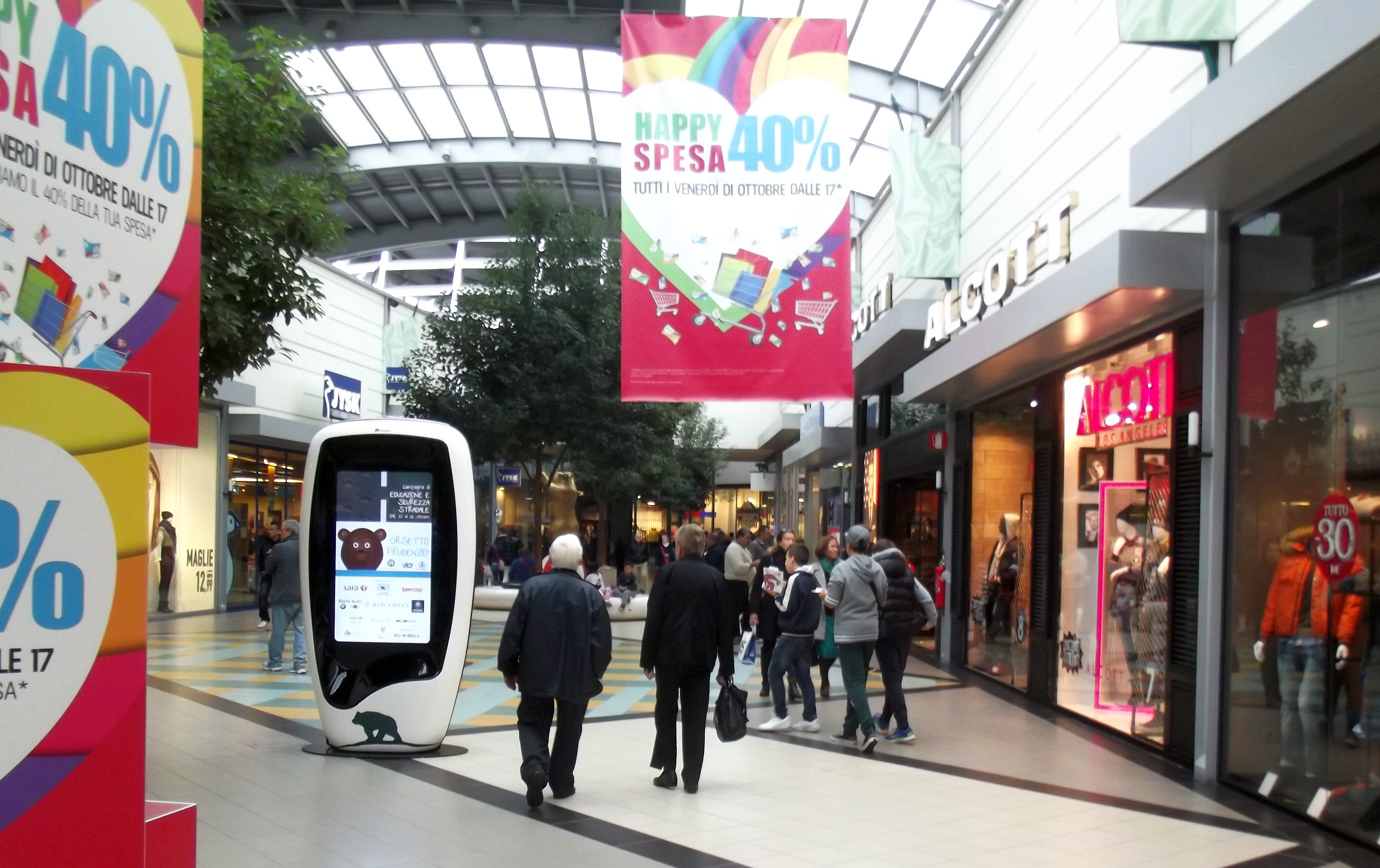
Centro commerciale gli Orsi, teatro di uno dei primi successi musicali di Marina.

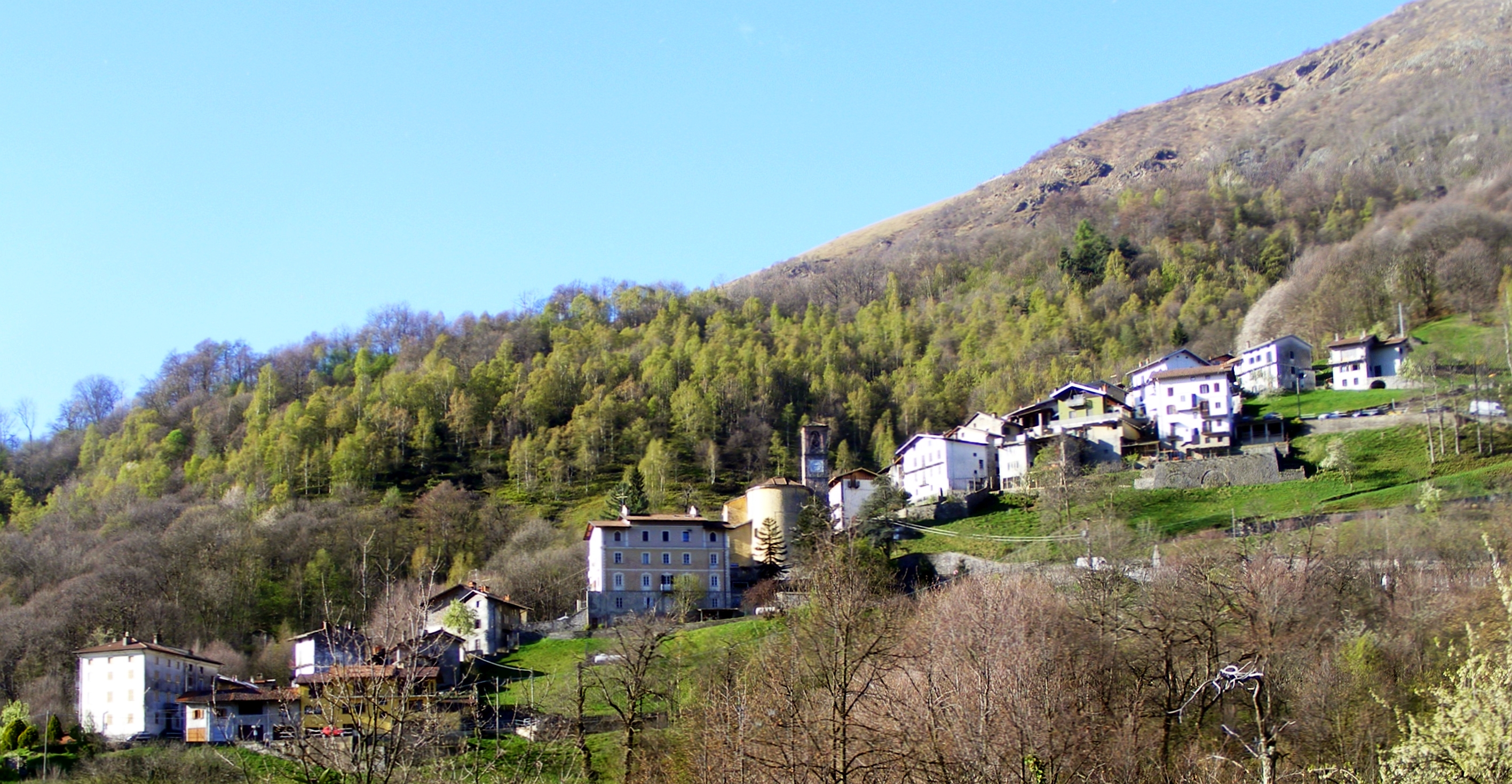
Riabella, la frazione della valle Cervo presso la quale Andrea progetta di recuperare la baita del nonno.

Sullo sfondo del romanzo ci sono una crisi economica generalizzata, l'apparente mancanza di prospettive occupazionali di tutta una generazione e il declino di un territorio, quello biellese, al quale però molti dei personaggi del libro si sentono profondamente legati. Nel libro la carenza di prospettive di lavoro non viene però vissuta dai due protagonisti in modo vittimistico ma piuttosto come una sfida. Sia la caparbia lotta di Marina per coltivare e fare emergere il proprio talento musicale, sia il progetto di Andrea di riprendere la tradizionale produzione di formaggio del nonno vengono considerati dall'autrice rappresentativi di quella fascia di giovani italiani che reagisce in modo costruttivo alla crisi presente nel paese.

## Critica
Il romanzo ha avuto in genere recensioni piuttosto favorevoli e gli sono stati riconosciuti uno stile pulito e coinvolgente e la capacità dei suoi personaggi di appassionare il lettore, anche se la parte iniziale della trama è stata da alcuni considerata un po' lenta.
L'opera viene considerata un romanzo di formazione, con i protagonisti che cercano la strada giusta per realizzare i propri progetti, pagando di persona per gli sbagli commessi. Tra i punti di forza del libro viene citata la precisione e l'efficacia dell'autrice nel descrivere un territorio - il Biellese - che con il declino dell'industria tessile e l'esaurirsi dell'epopea di Aiazzone e di Telebiella si è ritrovato impoverito e marginale.
Una violenta stroncatura a firma di Zerlina, nella quale si accusa il romanzo nel suo complesso di essere piatto e ripetitivo, è stata pubblicata invece dall'inserto domenicale de Il Sole 24 Ore.

## Edizioni
- Silvia Avallone, Marina Bellezza, Milano, Rizzoli, 2013,  pp. pp. 507, ISBN 9788817069755.
- (DE) Silvia Avallone, Marina Bellezza, Michael Killisch-Horn (traduzione), Stuttgart, Klett-Cotta Verlag, 2014,  pp. pp. 565, ISBN 9783608980189.

- (NL) Silvia Avallone, Marina Bellezza, Manon Smits (traduzione), Amsterdam, Uitgeverij De Bezige Bij, 2014,  pp. pp. 512, ISBN 9789023486138.

- (NO) Silvia Avallone, Marina Bellezza, Astrid Nordang (traduzione), Oslo, Innbundet, 2015, ISBN 9788203370519.

- (SV) Silvia Avallone, Marina Bellezza, Johanna Hedenberg (traduzione), Stoccolma, Natur & Kultur, 2015, ISBN 9789127141155.

- (FR) Silvia Avallone, Marina Bellezza, Françoise Brun (traduzione), Parigi, J'ai Lu, 2017, ISBN 9782290108727.